# Andrés de Vega

De iustificatione doctrina universal, 1572

Andrés de Vega (falecido por volta de 1560) foi um teólogo espanhol e franciscano observantino.

## Vida
Vega nasceu em Segóvia, na Castela-a-Velha, Espanha. Ele estudou na Universidade de Salamanca e era professor lá quando se tornou observantino da Ordem Franciscana. Ele continuou seu trabalho como professor no mosteiro dos Observantinos, onde Afonso de Castro também lecionava. Ele morreu em Salamanca.
Vega era um escotista moderado que ao mesmo tempo era adepto de São Boaventura. O imperador Carlos V enviou Vega como teólogo, juntamente com outros estudiosos, ao Concílio de Trento. Em Trento, ele entrou em contato com o Cardeal Petrus Pacheco, Bispo de Jáen (consequentemente chamado de "Giennensis"), que era patrono da Ordem Franciscana. Vega foi notável nas discussões preliminares do cânon das Escrituras e da Vulgata, que foram tratadas no Decreto promulgado na quarta sessão do concílio, em 8 de abril de 1546. Ele também teve um papel proeminente nas discussões preliminares sobre o dogma da justificação e, ao mesmo tempo, chamou a atenção para si mesmo por seus debates com Domingo de Soto, o dominicano que defendeu os dogmas do tomismo. O Decreto foi promulgado na sexta sessão em 13 de janeiro de 1547.

## Obras
Antes do concílio, Vega havia escrito para defender a doutrina católica da justificação contra os protestantes, "De justificatione, gratia fide, operibus et meritis quaestiones quindecim" (Veneza, 1546). A dedicatória ao Cardeal Pacheco é datada de Trento, 1º de janeiro de 1546. Após a promulgação do Decreto, ele escreveu em sua defesa em Trento e Veneza, "Tridentini decreti de justificatione exposition et defensio lib. XV distinta" (Veneza, 1548). Nos dois últimos livros ele ataca "Acta synodi tridentinae cum antidoto" de João Calvino (Genebra, 1547). Esta foi a principal obra de Vega. Pedro Canísio mandou reimprimi-lo em Colônia (1572) em um volume com a obra anterior de Vega, "De justificatione". Reimpressões foram emitidas em Colônia (1585) e em Aschaffenburg (1621).
Também foi publicada uma obra póstuma de Vega, sua "Commentaria in Psalmos" (Alaclà de Henares, 1599).